# Artia balansae
Artia balansae là một loài thực vật có hoa trong họ La bố ma. Loài này được (Baill.) Pichon ex Guillaumin mô tả khoa học đầu tiên năm 1949.